# Саво-Карельский акционерный банк
Саво-Карельский акционерный банк — кредитное учреждение, размещавшееся в Выборге. Расположенное на Ленинградском проспекте шестиэтажное банковское здание в центре города Выборга в стиле североевропейского неоклассицизма включено в перечень памятников архитектуры.

## История
Саво-Карельский банк был учреждён в 1916 году и имел широкую сеть отделений в Восточной и Юго-Восточной Финляндии. Первоначально проектированием здания его главной конторы занимался главный архитектор Выборга П. Уотила. Им были разработаны поэтажные планы, ставшие основой для проведения конкурса на лучший фасадный проект. Победил проект архитектора Ю. Викстедта, перекликающийся красно-кирпичной отделкой фасада с замысловатыми деталями с фасадом соседней гостиницы «Кнут Поссе».

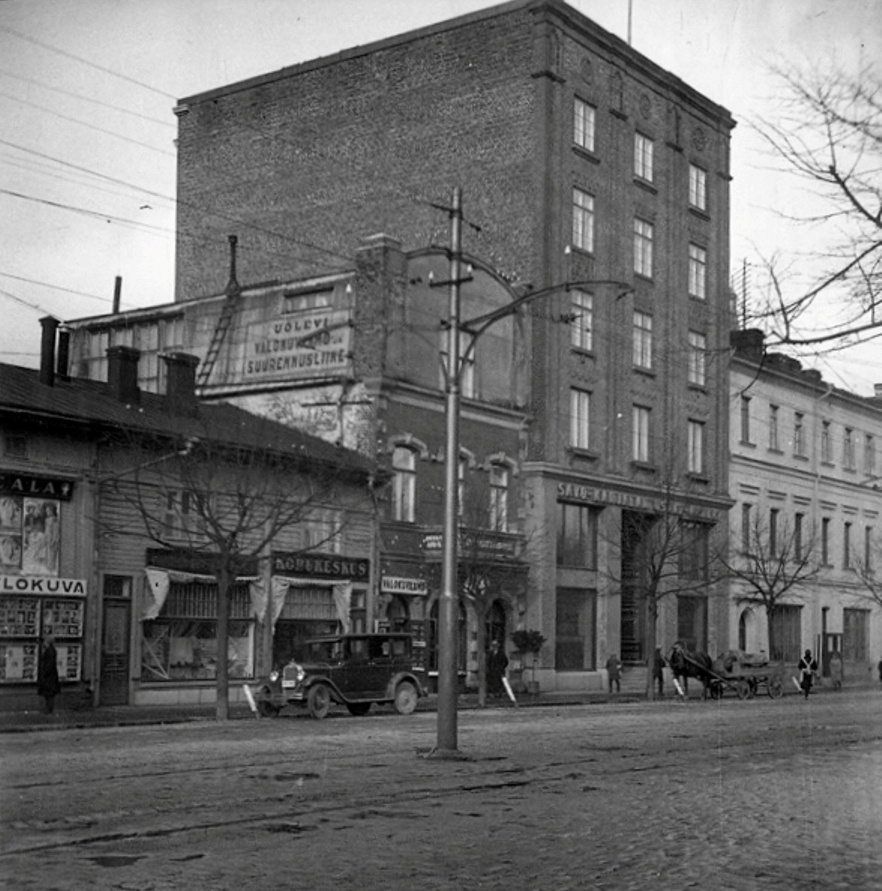
Фасад банка в 1930-х годах

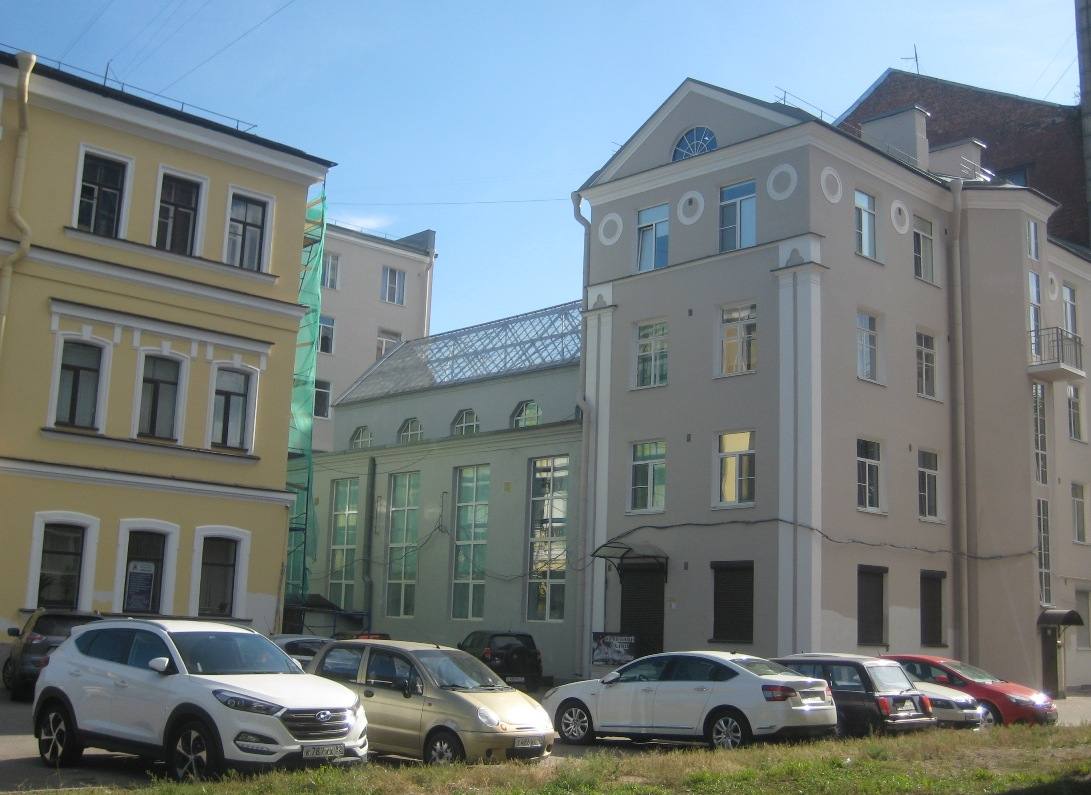
Вид со двора

Возведённое в 1930 году здание пристроено к зданию гостиницы «Бельведер» и состоит из трёх частей. Обращённая фасадом к проспекту центральная шестиэтажная часть в виде башни предназначена для банковских помещений на нижних этажах и квартир на верхних. Кирпичное оформление имеют верхние этажи; нижний ярус оштукатурен и прорезан крупными окнами, помещёнными в ниши. Вытянутую в глубь квартала среднюю двухэтажную часть со стеклянной крышей занимает высокий и узкий операционный зал, по форме напоминающий базилику. Внутри квартала размещается третья, четырёхэтажная часть, в которой расположены жилые помещения.
В художественной отделке помещений принимал участие брат архитектора Т. Викстедт, а также Л. Вялке и К. Вильхельмс.
Деятельность Саво-Карельского банка прекратилась вследствие советско-финских войн (1939—1944). Его помещения, получившие незначительные повреждения во время войны, были отведены под квартиры и клуб работников сетевязальной фабрики. В 1980-х годах помещения клуба занял Внешторгбанк СССР, однако с 1990-х годов операционный зал под банковские цели не используется.